# Brasil Foods
BRF - Ex Brasil Foods S.A. (BM&FBovespa: BRFS3 / NYSE: BRFS) - es un conglomerado brasileño del ramo de la alimentación que surgió de la fusión de las acciones de Sadia S.A. con el capital social de Perdigão S.A. Hace más de 80 años en el mercado, desde la fundación de la primera fábrica en la ciudad de Videira (Santa Catarina) en 1934, actúa en los segmentos de carnes, alimentos procesados, margarinas, pastas, pizzas y vegetales congelados.
Las dos unidades industriales más grandes del grupo están localizadas em Uberlândia, en el estado de Minas Gerais, y en Rio Verde, en el estado de Goiás. En 2015, BRF faenó 1,7 mil millones de aves y 10 millones de porcinos y bovinos.
La operación de fusión se llevó a cabo con intercambio de acciones y fue aprobada por el CADE (Consejo Administrativo de Defensa Económica) el 13 de julio de 2011 con la imposición de restricciones que redujeron la proporción del negocio realizado.
Un análisis realizado por la revista IstoÉ Dinheiro y por Millward Brown Vermeer colocó a las marcas Sadia y Perdigão entre las 50 más valiosas de Brasil: en el 3º y el 17º lugar, respectivamente. El mismo estudio señaló a Sadia como la única marca de alimentos como una de las 10 más valiosas de la década.

## Historia
Las negociaciones para la compra de Sadia por parte de Perdigão comenzaron en 2008 con el entonces presidente de la compañía José Antonio do Prado Fay. El éxito de la fusión, anunciado oficialmente en mayo de 2009, dio origen a BRF, que siguió bajo el comando de Fay.
En octubre de 2011, BRF hizo dos adquisiciones en Argentina al comprar las compañías Avex (empresa frigorífica) y Dánica (líder argentina en la fabricación de margarinas) por 150 millones de dólares. Un año después en Abu Dhabi, adquirió el 49 % de la empresa de alimentos Federal Foods por 36 millones de dólares.
En abril de 2013, el empresario Abilio Diniz fue elegido como nuevo presidente del Consejo de Administración de BRF y le dio impulso al plan de cambios internos. Después de cuatro meses, Claudio Galeazzi pasó a ocupar el cargo de José Antonio do Prado Fay y fue designado el más nuevo CEO de la compañía. Galeazzi repitió con Abilio Diniz una alianza de años semejante a la de otras empresas en las que Diniz era responsable, como el Grupo Pão de Açúcar, por ejemplo.
Una parte más de Federal Foods fue comprada por cerca de 27,8 millones de dólares en abril de 2014; en agosto del mismo año, BRF incorporó la distribuidora de alimentos congelados Alyasra Food Company, en Kuwait, por 160 millones de dólares. Con estas adquisiciones, la compañía expandió sus operaciones en Medio Oriente y le dio continuidad al plan de internacionalización.
Presente en varios países, en 2015, el 50,2 % de la renta de BRF estuvo compuesta por ventas en el mercado externo (exportaciones).
En septiembre de 2014, BRF vendió sus activos de lácteos al grupo francés Lactalis por 1,8 mil millones de reales; entre los activos vendidos se encontraban las marcas Batavo, Cotochés y Elegê. De acuerdo con BRF, la decisión de vender la división de lácteos se tomó debido al bajo retorno financiero para la empresa. En el mes de septiembre de 2014, Claudio Galeazzi anunció que dejaba la presidencia del grupo y le dio lugar al ejecutivo Pedro Faria, que asumió la función a partir de enero de 2015.
También en 2015, la Compañía se convirtió en la primera brasileña en invertir en la emisión de Bonos Verdes, títulos de deuda que exigen que los recursos captados se inviertan en proyectos ambientalmente sostenibles.
En línea con el plan estratégico de globalización de la compañía, en Asia se creó SATS BRF en Singapur; en China, BRF lanzó Sadia con línea de snacks. En Medio Oriente, se adquirió parte de Catar National Import and Export (QNIE); en Argentina, se compraron marcas emblemáticas Vienísima (salchichas), Goodmark (hamburguesas), Manty y Delicia (margarina) por medio de las subsidiarias Avex y QuickFoods.
En Brasil, Perdigão volvió a actuar en categorías estratégicas (jamón, salchichas calabresas, entre otros) después de tres años de reclusión acordados con el Consejo Administrativo de Defensa Económica (CADE) en la fusión de Sadia y Perdigão.

## Relaciones con Inversores
Compañía de capital abierta creada en 1980, BRF integra el Nuevo Mercado de BM&FBovespa (BRFS3) desde 2006 y también negocia sus papeles en la Bolsa de Nueva York (NYSE: BRFS - ADRs nivel III).
La empresa también figura entre los principales índices de sustentabilidad del mundo, confirmando así la conexión entre prácticas socio-ambientales, reputación de mercado y desempeño del negocio. Desde 2005, forma parte de la cartera del Índice de Sustentabilidad Empresarial (ISE) de BM&FBovespa como única empresa del sector de alimentos.
BRF también es la única empresa brasileña del sector en integrar el Índice de Sustentabilidad Dow Jones - Mercados Emergentes (DJSI) por cuarto año consecutivo. En 2015, fue una de las 10 compañías del país elegidas para formar parte del Euronext-Vigeo EM 70, índice de la bolsa de valores europea que engloba empresas de países en desarrollo con alto desempeño en responsabilidad corporativa.

## Estructura organizacional
En febrero de 2016, la empresa pasó por una revisión de la estructura corporativa, ahora dividida en:
(i) Seis áreas globales: Latinoamérica, Europa, Asia, Medio Oriente, África y Brasil (el último, por la complejidad, pasó a tener dos gerentes generales, responsables de Ventas y Marketing y Planificación y Distribución).
(ii) Cinco vicepresidencias: 1. Finanzas y Gestión; 2. Gente; 3. Marketing, Innovación y Calidad; 4. Supply Chain; 5. Jurídica y Relaciones Corporativas.
En Brasil, la compañía tiene 35 fábricas y 20 centros de distribución. En el exterior, opera ocho unidades industriales en Argentina, una en el Reino Unido, una en Holanda, cuatro en Tailandia y una en los Emiratos Árabes, además de otros 20 centros de distribución. La fábrica de Abu Dhabi, en Medio Oriente, fue inaugurada en 2014 y después de un año de operación la previsión de producción anual se expandió de 70 mil toneladas a 100 mil toneladas para antes de fin de 2016.

## Controversias
En junio de 2025, la multinacional BRF se vio envuelta en una fuerte polémica tras la muerte de los gemelos de una trabajadora embarazada en una de sus instalaciones en España. Según reportaron diversos medios, incluida Infobae, la mujer entró en trabajo de parto durante su jornada laboral, pero, a pesar de sus solicitudes, no se le permitió abandonar el lugar para recibir atención médica. Como resultado, dio a luz en la propia oficina, donde los recién nacidos fallecieron poco después. El caso generó indignación pública y renovadas críticas hacia las políticas laborales y de recursos humanos de la compañía, especialmente en lo que respecta a la protección de las trabajadoras embarazadas y las condiciones de trabajo en sus plantas internacionales.